# Paragomphus cataractae
Paragomphus cataractae är en trollsländeart som beskrevs av Elliot C.G. Pinhey 1963. Paragomphus cataractae ingår i släktet Paragomphus och familjen flodtrollsländor. IUCN kategoriserar arten globalt som nära hotad. Inga underarter finns listade i Catalogue of Life.